# Edmond Huet
Pour les articles homonymes, voir Huet.
 (novembre 2015).
Edmond Charles Huet, né le 6 février 1827 à Paris où il est mort le 13 novembre 1906, est un ingénieur français.

## Biographie

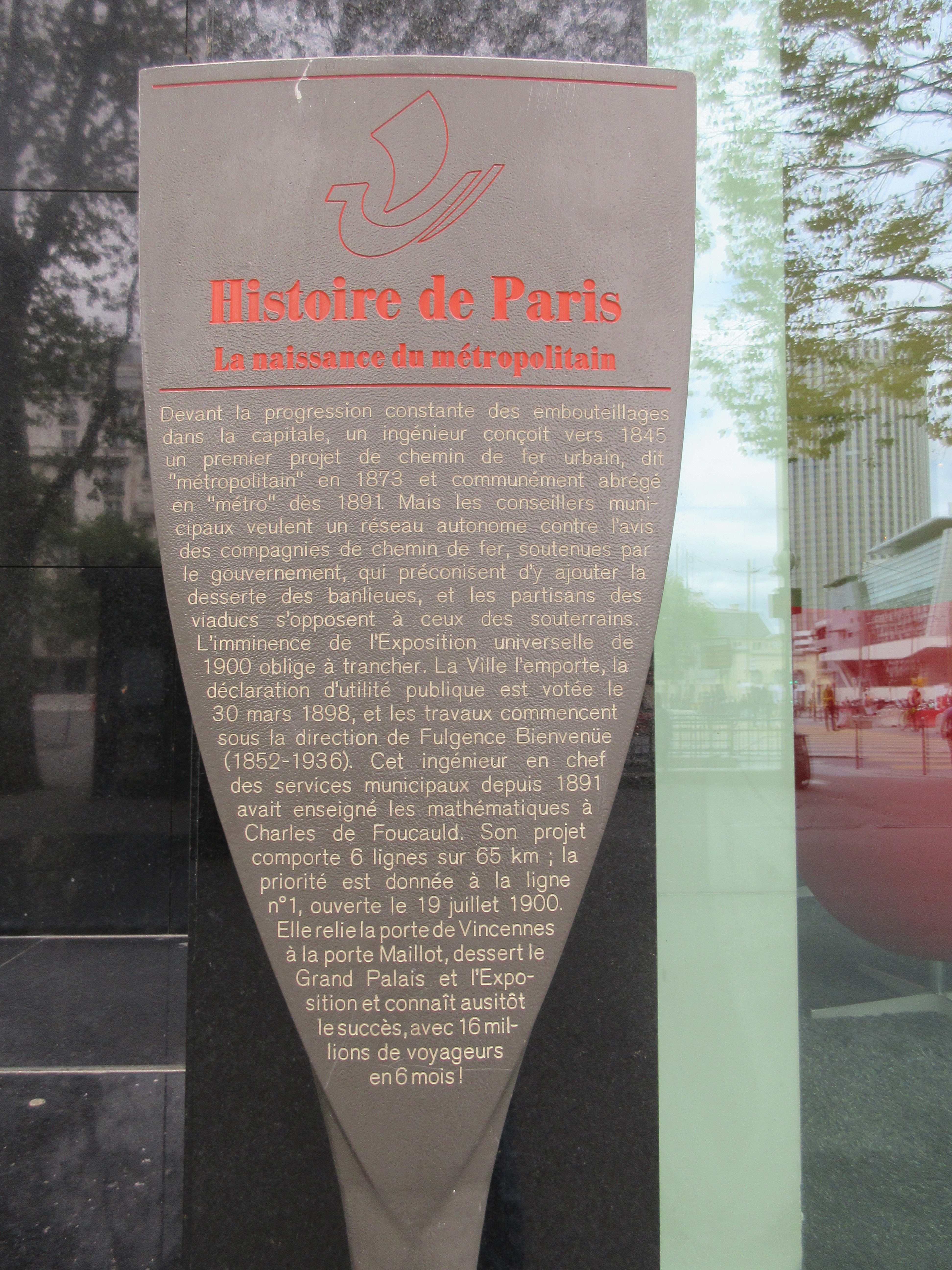
Panneau Histoire de Paris
« Naissance du Métropolitain »

Polytechnicien (1846), du corps des Ponts et Chaussées, il a été directeur du département de travaux de la Ville de Paris pendant le XIXe siècle, prenant la suite d'Adolphe Alphand dont il fut le collaborateur. Il a proposé plusieurs idées pour le commencement d'un système de transport par chemin de fer métropolitain. Il a travaillé avec Fulgence Bienvenüe sur la construction du métro de Paris, ouvert en 1900. Edmond Huet, directeur des travaux de la ville de Paris, et Fulgence Bienvenüe, ingénieur en chef, ont cosigné un avant-projet de réseau de « chemin de fer urbain à traction électrique ».
Succédant à Henry Le Chatelier, Edmond Huet a été le onzième président de la Société d'encouragement pour l'industrie nationale entre 1905 et 1907. Édouard Gruner du corps des mines lui succédera.
Il meurt le 13 novembre 1906 et est inhumé au cimetière du Père Lachaise (2ème division), à Paris.

## Décoration
- Officier de la Légion d'honneur (décret du 30 décembre 1886) ; chevalier du 16 août 1863[2]